# Tribunal Constitucional Plurinacional
O Tribunal Constitucional Plurinacional (em castelhano: Tribunal Constitucional Plurinacional) é um tribunal nacional da Bolívia encarregado de julgar a constitucionalidade das leis, do poder governamental e dos tratados, de acordo com a Constituição de 2009 do país, que o criou. O tribunal tem sede em Sucre e é composto por sete membros. Iniciou os seus trabalhos em 2 de janeiro de 2012. Os seus poderes estão definidos nos artigos 196.º a 204.º da Constituição de 2009, na Lei do Órgão Judicial (Lei n.º 025, promulgada em 24 de junho de 2010) e na Lei do Tribunal Constitucional Plurinacional (Lei n.º 027, promulgada em 6 de julho de 2010). O Tribunal Constitucional Plurinacional substituiu o Tribunal Constitucional da Bolívia, que funcionou de 1999 a 2011.

## Presidente e Membros
O presidente do tribunal é Gonzalo Miguel Hurtado Zamorano. Os membros do tribunal são escolhidos por eleição nacional apartidária; a primeira eleição foi realizada em 16 de outubro de 2011. Os membros eleitos do Tribunal Constitucional Plurinacional são (por ordem do total de votos recebidos): Gualberto Cusi, Efren Choque, Ligia Velásquez, Mirtha Camacho, Ruddy José Flores Monterrey, Neldy Andrade, Soraida Chávez. Os membros suplentes eleitos são: Macario Lahor Cortez, Milton Mendoza, Juan Valencia, Blanca Alarcón, Carmen Sandoval, Edith Oroz Carrasco e Zenón Bacarreza.

## História
Antes da criação do Tribunal Constitucional, em 1999, o Supremo Tribunal da Bolívia era o único órgão no mais alto nível do poder judiciário do país.

### Tribunal Constitucional, 1999–2011
A reforma da Constituição da Bolívia de 1994 autorizou a criação de um Tribunal Constitucional. No entanto, o órgão só começou a funcionar em 1999. Os seus procedimentos foram estabelecidos pela Lei 1836, a Lei do Tribunal Constitucional, aprovada em 1 de abril de 1998.